# One Determined Heart
One Determined Heart è il primo album in studio della cantante figiana Paulini, pubblicato il 23 luglio 2004.
L'album è composto da 10 cover e due brani inediti. I singoli estratti sono Angel Eyes, cover dell'omonima canzone di Jeff Healey, e We Can Try, canzone inedita.

## Tracce
1. Angel Eyes – 4:01 (John Hiatt, Fred Koller) – Originariamente interpretata da Jeff Healey
2. If You Love Me – 3:54 (Gordon Cahmbers, Nichole Gilbet, Dave Hall) – Originariamente interpretata dalle Brownstone
3. You Little Trustmaker – 3:25 (Christopher Mark Johnson) – Originariamente interpretata da The Thymes
4. Baby I Need Your Lovin – 4:28 (Lamont Dozier, Brian Holland, Eddie Holland) – Originariamente interpretata dai Four Tops
5. No More Tears (Enough Is Enough) – 5:31 (Paul Jabara, Bruce Roberts) – Originariamente interpretata da Barbra Streisand e Donna Summer
6. Everybody Here Wants You – 4:30 (Jeff Buckley) – Originariamente interpretata da Jeff Buckley
7. We Can Try – 3:59 (Audius Mtawarira, Jeneya Carr)
8. I Can't Make You Love Me – 4:25 (Mike Reid, James Shamblin) – Originariamente interpretata da Bonnie Raitt
9. One More Night – 3:36 (Phil Collins) – Originariamente interpretata da Phil Collins
10. Where You Are – 4:28 (LeMel Humes, James Calabrese, Dyan Humes) – Originariamente interpretata da Whitney Houston
11. Waterfalls – 4:56 (Marqueze Etheridge, Lisa "Left Eye" Lopes, Organized Noize) – Originariamente interpretata dalle TLC
12. One Determined Heart – 3:39 (Leslie Mills, Chris Pelcer)

## Successo commerciale
L'album ha debuttato alla prima posizione della classifica australiana, rimanendovi per due settimane consecutive. Il disco è stato inoltre certificato disco di platino sempre in Australia per aver venduto più di 70 000 unità.

## Classifiche

### Classifiche Settimanali
| Classifica (2004) | Posizione massima |
| ----------------- | ----------------- |
| Australia         | 1                 |

### Classifiche di fine anno
| Classifica (2004) | Posizione |
| ----------------- | --------- |
| Australia         | 86        |